# Dimorphotheca venusta
Dimorphotheca venusta là một loài thực vật có hoa trong họ Cúc. Loài này được (Norl.) Norl. mô tả khoa học đầu tiên năm 1980.